# Stefano Boeri

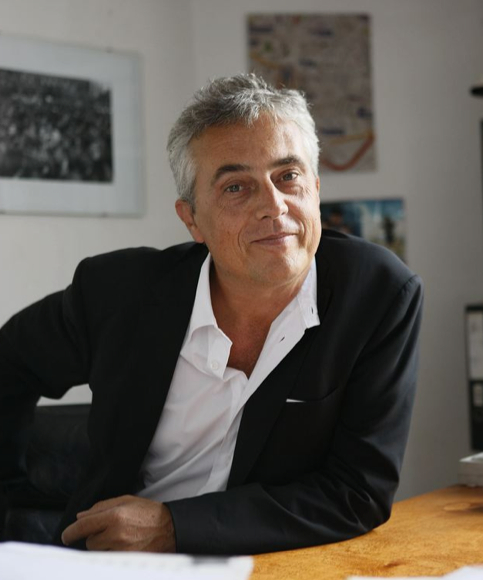
Stefano Boeri (2014)

Stefano Boeri (* 25. November 1956 in Mailand) ist ein italienischer Architekt, Architekturprofessor und Autor. Mit dem Bau von begrünten Hochhäusern ist er international bekannt geworden.

## Biografie
Boeri ist der Sohn der italienischen Architektin und Möbeldesignerin Cini Boeri und des Neurologen Renato Boeri. Er studierte Architektur am Polytechnikum Mailand und absolvierte das Studium 1980. Am Istituto Universitario di Architettura di Venezia (IUAV) wurde er 1989 promoviert. 2000 gründete Boeri das Forscher-Netzwerk Multiplicity zur multidisziplinären Untersuchung der urbanen Siedlungsstruktur. Die Gruppe produzierte das auf der Documenta11 gezeigte Werk Solid Sea, das Boeri in der globalisierungskritischen Kunstwelt den Ruf eines politischen Künstlers verschaffte. Dieser Ruf hinderte Boeri nicht, für den von Silvio Berlusconi geplanten G8-Gipfel auf La Maddalena als Architekt tätig zu werden. Im Januar 2004 folgte er Deyan Sudjic als Chefredakteur des italienischen Architekturmagazins domus und veränderte während seiner Leitung bis 2007 den Charakter des Magazins wesentlich.
Boeri lebt und arbeitet heute in Mailand. Neben seiner Tätigkeit als Architekt verfasst er Artikel für die Wirtschaftstageszeitung Il Sole 24 Ore. Boeri ist Gründer des bekannten Architekturbüros Stefano Boeri Architetti und lehrt als Professor an den Universitäten in Mailand (Polytechnikum Mailand), Genua und Venedig.

## Bosco Verticale

Die beiden begrünten Hochhäuser Bosco Verticale in Mailand

Die Bauarbeiten zu dem Projekt Bosco Verticale (deutsch: „vertikaler Wald“) wurden im November 2014 abgeschlossen. Der Name bezeichnet zwei begrünte Hochhäuser in Mailand. An den äußeren Seiten der beiden 87 m (19 Stockwerke) und 119 m (27 Stockwerke) hohen Wohngebäude wurden Tausende von Sträuchern, Hecken und Bäumen gepflanzt, die insgesamt der Fläche eines Hektars entsprechen. 2014 wurde der Bosco Verticale mit dem Internationalen Hochhauspreis prämiert. Boeri folgt damit Tendenzen im ökologischen Bauen, wie sie beispielsweise auch im Hochhausbau „One Central Park“ in Sydney von Jean Nouvel in Zusammenarbeit mit Patrick Blanc verwirklicht sind. Dabei ließ er sich von Italo Calvinos Roman Il Barone rampante (1957) (dt. Der Baron auf den Bäumen) inspirieren.

## Ökoprojekte in China
In der Volksrepublik China hat sein Architekturbüro mehrere Aufträge erhalten. Für die chinesische Stadt Shijiazhuang wurde Boeri mit der Aufgabe betraut, einen neuen Stadtteil namens Waldstadt (Forest City) mit bepflanzten Wohnhäusern zu planen. Auf einer Fläche von 2,25 km² sollen 100.000 Menschen ab 2020 leben. Neben der Einsparung von landwirtschaftlichen Flächen erhofft man sich auch einen Beitrag zur Verbesserung der Luft und zur Verringerung der Energiekosten. Im Wanfeng-Tal bei Guizhou führt er einen kegelförmigen Hotelbau aus. Aktuelle Bauarbeiten sind gegenwärtig die Begrünung des Shanghai Pudong International Airport und zweier Hochhäuser in der Großstadt Nanjing. Unter Leitung von Boeri wird in der chinesischen Stadt Liuzhou seit dem Jahre 2017 ein neues Wohnviertel für 30.000 Bewohner erbaut, in dem alle Gebäude mit Pflanzen bedeckt sind. Auf einer Fläche von 40 Hektar werden 40.000 Bäume und rund eine Million Pflanzen von mehr als 100 Arten gepflanzt, die jährlich 10.000 Tonnen Kohlendioxid absorbieren und 57 Tonnen Ruß und Feinstaub aus der Luft filtern sollen. 2020 werden die Bewohner einziehen. Eine ganze Straßenzeile entlang des Liujiang-Flusses soll mit begrünten Häusern bebaut werden.

## Schriften (Auswahl)
- A vertical forest. Corraini Edizioni, Mantova, 2015.
- Fare di più con meno. Il Saggiatore, Mailand 2012.
- Biomilano. Glossary of Ideas for a Metropolis based around Bio-Diversity. Corraini, Mantova, 2011.
- Anticittà. Laterza, Bari, 2011.
- Effetto Maddalena. Maddalena Effect. Rizzoli, Mailand, 2010.
- Cronache dell’abitare. Mondadori, Mailand, 2007.